# Bride's Play
Bride's Play è un film muto del 1922 diretto da George W. Terwilliger (George Terwilliger). Il film, una storia romantica firmata da Brian Oswald Donn-Byrne, aveva come protagonista Marion Davies.

## Trama
È stato necessario un po' di tempo prima che la giovane Aileen Barrett si riprendesse dalle ripetute infedeltà di Bulmer Meade – un poetucolo, autore di rime sdolcinate, ma (forse proprio per questo) piuttosto di successo, nonché noto donnaiolo – ed accettasse la proposta di matrimonio di sir Fergus Cassidy, signore di Kenmare, in Irlanda.
Ma durante la festa di matrimonio l'anziana del paese è inquieta perché – a conoscenza della passata storia fra Aileen e Meade – teme possa ripetersi quanto era successo, nel medesimo castello di Kenmare, nel XII secolo, quando un antenato di sir Fergus aveva sposato Enid. A convincere al matrimonio la ragazza, ai tempi, non era stato certo l'amore: infatti Enid era innamorata di tale marchese di Muckross. E le cose erano precipitate verso la sventura perché, come da tradizionale usanza irlandese, si era svolto il cosiddetto "Bride's Play", il "gioco della sposa". Secondo tale usanza la sposa chiedeva agli ospiti (maschi) del ricevimento: "sei tu colui che amo?", e convenzionalmente ciascuno diceva di no, mentre, alla fine, a dire di sì era lo sposo. Ma Muckross si era presentato alla festa, aveva risposto di sì alla domanda di Edin, e l'aveva ignominiosamente rapita.
Nel presente, saputo dell'imminente matrimonio fra Aileen e sir Fergus, Bulmer Meade – per il puro gusto di fare del male, ed egotisticamente convinto di essere il solo amore della ragazza un tempo sedotta ed abbandonata – si affretta per presenziare alla festa: il "Bride's Play" si ripete, secondo tradizione, Meade risponde di sì alla domanda di rito di Aileen. Ma non c'è nessuno scandalo, questa volta, perché Aileen, udita la risposta del poetastro, lo prende letteralmente a scarpate in faccia.

## Produzione
Il film fu prodotto dalla Cosmopolitan Productions, la compagnia fondata da William Randolph Hearst per produrre i film interpretati da Marion Davies.

## Distribuzione
Distribuito dalla Paramount Pictures (con il nome Famous Players-Lasky Corporation), il film uscì nelle sale cinematografiche statunitensi il 22 gennaio 1922. Fu distribuito anche in Finlandia, dove uscì l'anno seguente, il 18 novembre 1923.